# Striatura milium
Striatura milium är en snäckart som först beskrevs av E. S. Morse 1859.  Striatura milium ingår i släktet Striatura och familjen Zonitidae. Inga underarter finns listade i Catalogue of Life.